# Ludwig Weber (pasteur)
Pour les articles homonymes, voir Ludwig Weber et Weber.
Friedrich Wilhelm Karl Ludwig Weber (2 avril 1846-29 janvier 1922) est un pasteur protestant allemand et réformateur social. Il est pasteur à Mönchengladbach. Il est l'un des fondateurs du Congrès social évangélique et président de l'Association des associations ouvrières protestantes en Allemagne. 

## Biographie
Ludwig Weber est né à Schwelm en province de Westphalie le 2 avril 1846, fils du magistrat Carl Weber et de son épouse Emilie. Il grandit à Marienwerder, en province de Prusse-Occidentale. En 1863, Weber commence à étudier la théologie à Bonn, Berlin et Erlangen, diplômé en 1868. À Erlangen, il apprend le luthéranisme strictement orthodoxe. 
Il travaille à Iserlohn et Dellwig dans la Ruhr, puis en 1881 est nommé au troisième pastorat nouvellement créé à Mönchengladbach, où la congrégation se développe rapidement en raison de l'expansion de l'industrie textile. Weber est bientôt reconnu comme un prédicateur exceptionnel. Il est pasteur à Mönchengladbach jusqu'à sa retraite en 1914. 
Ludwig Weber est décédé le 29 janvier 1922 à Bonn, à l'âge de 75 ans. Une rue de Mönchengladbach est nommée en son honneur .

## Réformateur social
Dès 1878, Weber est en contact avec le prédicateur de la cour berlinoise et réformateur social Adolf Stoecker (1835–1909). Weber a identifié les problèmes causés par la dislocation sociale, la concentration croissante de la richesse entre les mains de quelques-uns et la vulnérabilité de l'industrie aux fluctuations des marchés mondiaux. Il en conclut que le christianisme pourrait aider à atténuer les problèmes s'il met l'accent sur l'amour plutôt que sur le repentir. Il est influencé par les idées de Victor Aimé Huber (1800–69), qui plaide pour une coopération mutuelle et une participation aux bénéfices des travailleurs. Weber lance de nombreuses initiatives pour améliorer les conditions de vie des travailleurs et soutient la pleine liberté d'association et le droit des travailleurs à s'organiser. Il critique l'attitude rigide de l'église protestante sur les questions sociales . 

### Abolitionnisme
Le premier chapitre effectif de la Fédération internationale abolitionniste (IAF) en Allemagne est organisé en 1880 à Berlin, dirigé par Gertrude Guillaume-Schack. Il vise à abolir la réglementation étatique de la prostitution. Les militants protestants libéraux en Allemagne sont en contact étroit avec l'IAF, et Ludwig Weber est membre de la commission exécutive de l'IAF jusqu'en 1887. Cependant, les protestants conservateurs ont du mal avec la position libérale dominante selon laquelle un individu a le droit de faire ce qu'il veut avec son corps, tant qu’il n’est pas porté atteinte aux droits d’autrui. Les libéraux pensent que l'État doit défendre les droits des citoyens mais ne doit pas imposer de valeurs religieuses ou morales particulières, tandis que les conservateurs pensent que "l'État est le gardien des commandements de Dieu". Les conservateurs ont également été incapables d'accepter le rôle franc des femmes dans l'IAF, estimant que c'est aux hommes de prendre l'initiative . 

### Clubs ouvriers protestants
Le premier club ouvrier protestant est créé en 1882 à Gelsenkirchen. Weber s'est avéré être un fervent partisan de ces clubs et un organisateur efficace . Pour son travail social, les dirigeants de l'Église évangélique ont donné Weber en exemple à tous les pasteurs en 1890. À cette époque, il y avait 50 000 membres dans les clubs protestants . 
À partir de 1898, Weber dirige l'Association des travailleurs protestants en Allemagne. Il utilise cette position pour influencer la politique sociale et la législation, se concentrant principalement sur la sécurité au travail et le logement . Le nombre de membres des associations protestantes est relativement faible par rapport aux autres syndicats, en 1914, comprenant 1 105 associations de travailleurs avec environ 140 000 membres . Plus d'un tiers se trouvait en Rhénanie-Westphalie . 

### Congrès social évangélique
En 1890, le Kaiser Wilhelm II renvoie le chancelier Otto von Bismarck et proclame que l'État serait favorable aux demandes des travailleurs . Les lois antisocialistes sont abrogées au début de ce qui s'est avéré n'être qu'une brève période d'ouverture . Weber et Stoecker fondent le Congrès social évangélique en 1890 dans le but "d'enquêter sur les conditions sociales dans notre nation, de les mesurer par rapport aux exigences éthiques et religieuses de l'Évangile et de rendre ces exigences plus fructueuses et efficaces dans le monde d'aujourd'hui et la vie économique." Ce programme ambitieux suscite l'opposition des théologiens luthériens, suivant Adolf von Harnack dans son avis que les protestants "doivent adhérer à la règle de Luther selon laquelle le spirituel et le mondain ne doivent pas être mélangés, et donc qu'un programme économique ne peut être proposé au nom de la religion. " Les agrariens et les industriels conservateurs se sont également opposés et ont affaibli le Congrès social . 
En 1895, Guillaume II abandonne sa politique de conciliation ouvrière . Une campagne menée par des membres du Congrès en 1895-1896 visait un certain nombre de pasteurs et de professeurs accusés d'être trop proches des sociaux-démocrates. Stoecker a alors démissionné  et Weber a également quitté le congrès en 1896 . 

## Publications
- Die sociale Organisation des römischen Katholicismus in Deutschland (L'organisation sociale du catholicisme romain en Allemagne) . Strien, Halle a. S.
- Die Behandlung der sozialen Frage auf evangelischer Seite. Ein Bitt- und Mahnwort (Le traitement de la question sociale du côté protestant) Halle 1888
- Soziales Handbuch (Manuel social) . Agentur des Rauhen Hauses, Hambourg 1907.
- Kirchenideale der Gegenwart (idéaux de l'Église d'aujourd'hui) . Deichert, Leipzig 1912.